# Chabab Atlas Khénifra
Chabab Altas Khénifra – marokański klub piłkarski z siedzibą w mieście Chunajfira. W sezonie 2020/2021 gra w GNF 2.

## Opis
Klub został założony w 1942 roku. Najlepszym wynikiem zespołu było 10. miejsce w lidze, a w pucharze półfinał w roku 2015. Klub gra na Stade Municipal, który może pomieścić 5000 widzów. Od 1 sierpnia 2015 roku prezydentem klubu jest Abdelmajid Droussi.